# آرشي ديس
آرشي ديس (بالإنجليزية: Archie Dees)‏ مواليد 22 فبراير 1936 في إثيل - الوفاة 04 أبريل 2016، كان لاعب كرة سلة أمريكي. بدأ مسيرته الاحترافية في سنة 1958. تم اختياره من قبل فريق سكرامنتو كينغز خلال الدرافت. بلغ طوله 6 قدم 8 بوصة (2.0 م). اعتزل اللعب في 1962.

## المسيرة الاحترافية
لعب مع سكرامنتو كينغز في موسم 1958–1959، ثم لعب مع ديترويت بيستونز من سنة 1959 إلى 1961، ثم لعب مع واشنطن ويزاردز في سنة 1961، ثم لعب مع أتلانتا هوكس في سنة 1961.

## روابط خارجية
- آرشي ديس على موقع إن بي أي (الإنجليزية)
- آرشي ديس على موقع سبورتس رفرنس (الإنجليزية)
- آرشي ديس على موقع كلية كرة السلة في سبورتس رفرنس.كوم (الإنجليزية)
- آرشي ديس على موقع ريلجم (الإنجليزية)
- آرشي ديس على موقع بروبوليرز (الإنجليزية)